# Чанвиракул, Чаоварат
Чаоварат Чанвиракул (в некоторых источниках ― Чауварат Чанвиракул) (тайск. ชวรัตน์ ชาญวีรกุล; род. 7 июня 1936, Бангкок) ― таиландский политик. Занимал пост исполняющего обязанности Премьер-министра Таиланда во время политического кризиса в Таиланде 2008—2010 годов.

## Биография
Чаоварат Чанвиракул родился 7 июня 1936 года в Бангкоке.
Окончил Университет Таммасат в 1966 году и получил учёную степень бакалавра в области экономики. Позднее также проходил обучение в Королевской военной академии Чулачомклао.
Проработав много лет в государственном секторе, он вошёл в состав правительства в 1994 году в качестве заместителя Министра финансов, оставаясь на этом посту до 1997 года. В 2008 году он вернулся в правительство в качестве министра здравоохранения, а позднее стал заместителем Премьер-министра Таиланда.
2 декабря 2008 года Конституционный суд издал распоряжение о роспуска Партии народной власти и других партий, входящих в правящую коалицию. Действующий премьер-министр Сомчай Вонгсават, был освобождён от должности вместе с рядом других представителей правительства. Чаоварат, однако, был единственным старшим членом правительства, который не имел связей с распущенными партиями, и тем самым оказался единственным возможным кандидатом на пост Премьер-министра. При этом в качестве главы Правительства его должны были утвердить либо члены Палаты представителей, либо же он должен был выступить в качестве кандидата от какого-либо политического объединения. Данная перспектива у многих вызвала определённые вопросы: так, группа сенаторов отправила запрос в Конституционный суд с требованием разъяснить законность его назначения на должность Премьер-министра (хотя бы и лишь в качестве исполняющего обязанности). Согласно положениям Конституции Таиланда 2007, премьер-министр должен был быть членом Палаты представителей, Чаоварат же не был её депутатом. Так или иначе, назначение состоялось. 15 декабря 2008 года Чаоварата сменил на посту Премьер-министра Таиланда Апхисит Ветчачива, лидер Демократической партии. Чаоварат Чанвиракул же был назначен министром внутренних дел Таиланда в кабинете Апхисита и занимал этот пост до 2011 года, когда правящая коалиция потерпела поражения на выборах. 14 февраля 2009 года Чаоварат также стал лидером Партии гордость Таиланда.

### Семья
Женат на Тассани Чанвиракул. Имеет троих детей.